# گارو
گارو (فرانسوی: Garou‎؛ زادهٔ ۲۶ ژوئن ۱۹۷۲)، با نام اصلی پیر گَران (به فرانسوی: Pierre Garand) یک خواننده اهل کانادا است. وی از سال ۱۹۹۷ میلادی تاکنون مشغول فعالیت بوده‌است.
او زادهٔ شهر شربروک در استان کبک است و به زبان فرانسوی می‌خواند. یکی از دلایل شهرتِ او، ایفای نقشِ «کازیمودو» (گوژپشت نتردام) در «نمایش موزیکال گوژپشت نوتردام فرانسه» و همچنین اجرایِ ۴ ترانهٔ مشهور «زیبا»، «تنها»، «در باد» و «رودخانه کودکی‌مان» است.
وی در حال حاضر، رکورددارِ بیشترین حضور در صدرِ «جدول موسیقی فرانسه» است.

## زندگی‌نامه
گارو با تشویق پدرش از سه سالگی نواختن گیتار را آغاز کرد (او همچنین پیانو و ترومپت می‌نوازد). بعد از گذراندن تحصیلات به خدمت سربازی ادامه داد و در سال ۱۹۹۲ گروهی به نام «دست‌نیافتنی‌ها» ایجاد کرد. در سال ۱۹۹۷، در حالی که آهنگ‌های بلوز آمریکایی را در یک شربروک بار می‌خواند، توسط لوک پلاموندون کشف شد. او توسط پلاموندون برای بازی در نقش کازیمودو در نمایشنامه موسیقی نوتردام دو پاری دعوت شد که باعث گردید وی در فرانسه ستاره شود.
اولین آلبوم وی به نام «تنها» به پرفروش‌ترین آلبوم فرانسوی سال ۲۰۰۱ تبدیل شد و همچنان با ۲ میلیون فروش در اروپا و فروش سه برابر پلاتینوم در کانادا، یکی از پرفروش‌ترین آلبوم‌های فرانسوی در تمام دوران‌ها باقی مانده‌است.